# Ma'huno Bulerek Karathayano

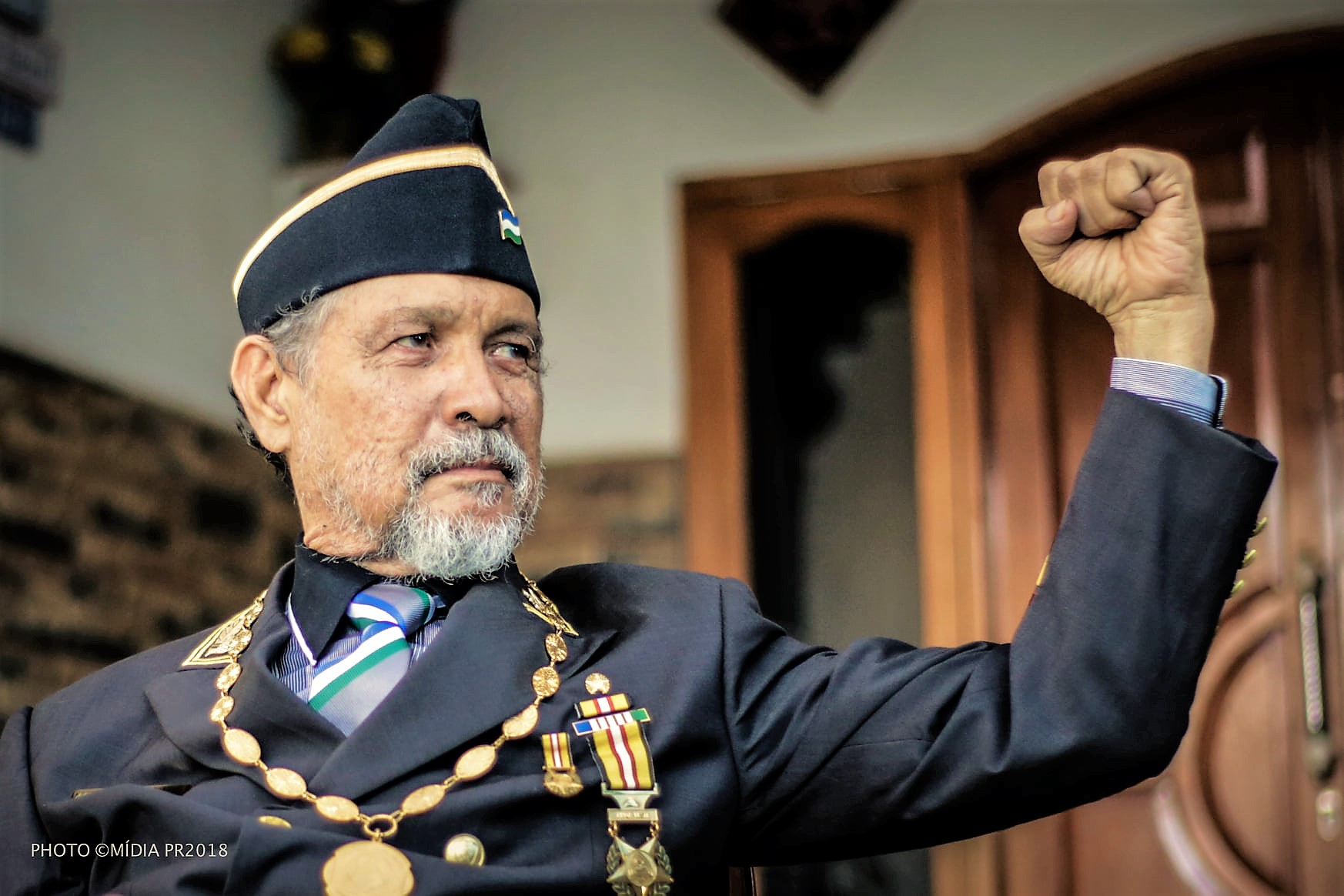
Ma'huno Bulerek Karathayano (2018)

Ma'huno Bulerek Karathayano (* 14. April 1949; † 24. September 2021 in Dili, Osttimor; portugiesischer Name José António Gomes da Costa, sein Kampfname war Bukar) war ein Kommandeur der FALINTIL, des militärischen Arms der Widerstandsbewegung in Osttimor gegen die indonesische Besatzung zwischen 1975 und 1999. Zuletzt war Ma'huno Mitglied der Partei Congresso Nacional da Reconstrução Timorense (CNRT).

## Werdegang
Ma'huno war der Sohn eines Portugiesen und einer Timoresin.
Er war 1980 neben Xanana Gusmão einer der zwei letzten Überlebenden des ursprünglichen Zentralkomitees der FRETILIN, die 1975 Osttimor in die Unabhängigkeit von Portugal führte und nun den Unabhängigkeitskampf gegen die Indonesier führte. 1981 organisierten Gusmão und Ma'huno den Widerstandskampf unter ihrer Führung neu. Ma'huno wurde am 3. März zum politischen Kommissar der Region Haksolok (Region 3) ernannt. 1982 war er einer der führenden Beteiligten am Cabalaki-Aufstand.

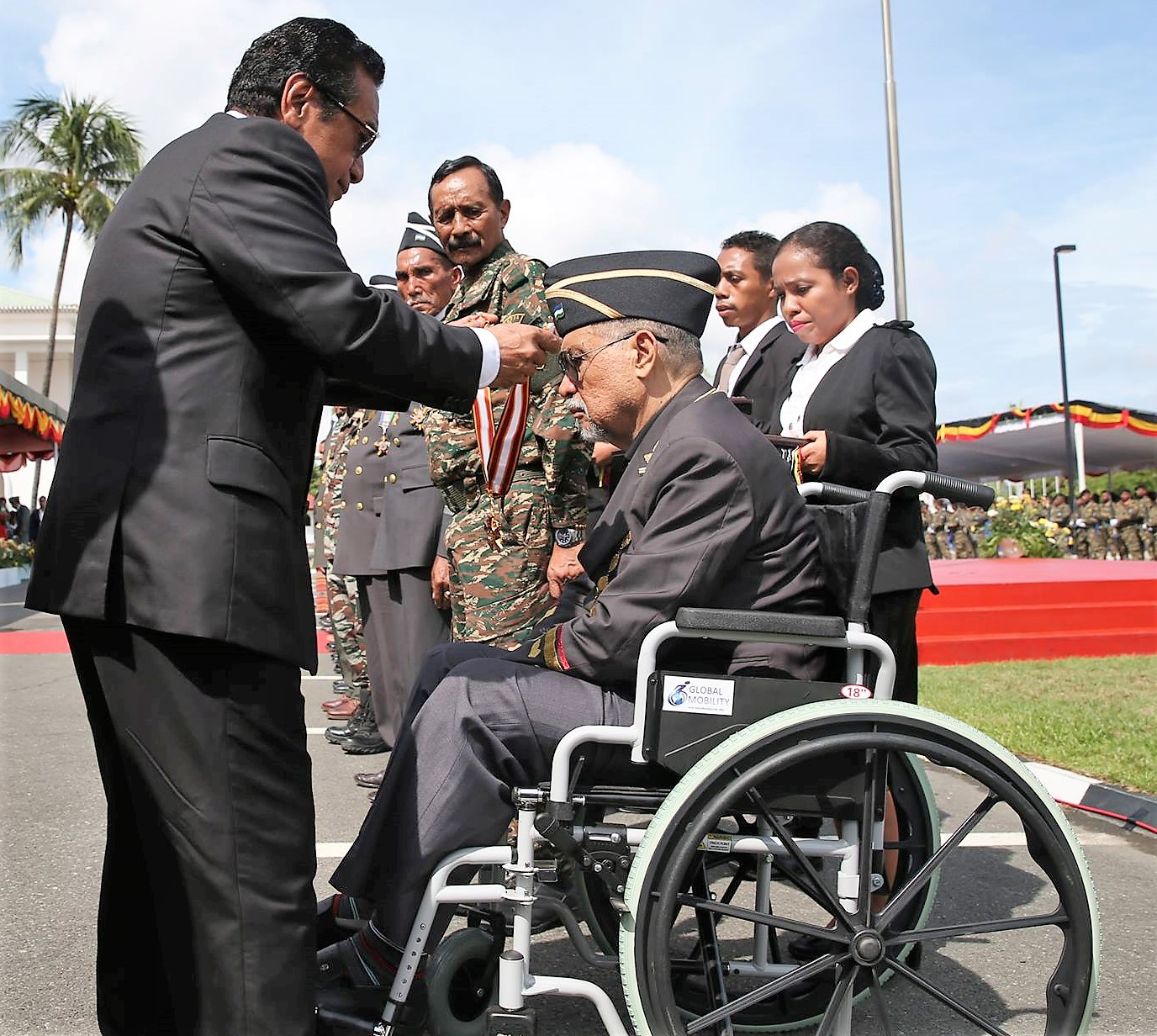
Ma'huno erhält von Präsident Francisco Guterres den Ordem de Timor-Leste (2018)

1987 wurde Ma'Huno Sekretär des Direktivkomitees, nachdem Gusmão, um politisch neutral zu sein, aus der FRETILIN austrat und Präsident des 1988 gegründeten Conselho Nacional de Resistência Maubere CNRM wurde, dem Dachverband des timoresischen Widerstandes. Ma'huno wurde 1988 Militärrat und im Mai 1990 Generalsekretär der FRETILIN. Im November 1992 wurde Gusmão  von den Indonesiern gefasst. Daraufhin übernahm Ma'huno von ihm die Führung der FALINTIL. In dieser Zeit lernte Ma'Huno seine zukünftige Frau Maria Terezinha Viegas kennen, doch am 5. April 1993 wurde auch er in Dili gefangen genommen. Nino Konis Santana folgte Ma'Huno als Kommandant der FALINTIL. Ma'huno wurde 18 Monate lang von Ort zu Ort verlegt, bevor er endgültig angeklagt und offiziell arrestiert wurde. Mehrmals wurde er in der Haft vom indonesischen Militär gefoltert. 1995 kam Ma'huno aufgrund einer Amnestie wieder frei. 1996 heiratete er Maria Terezinha Viegas in Dare. Zusammen bekamen sie drei Kinder. In erster Ehe war Ma'hunoo mit der verstorbenen Julieta da Costa verheiratet. Weiterhin engagierte Ma'huno sich im Widerstand, wo er nun im Geheimen junge Leute rekrutierte.
Im Mai 1998 trat Indonesiens Diktator Suharto zurück und der Weg wurde frei für einer Lösung des Osttimorkonflikts. Auf der Nationalen Sonderkonferenz der FRETILIN vom 15. bis 20. August 1998 in Sydney wurde Ma'huno zusammen mit Marí Alkatiri zum stellvertretenden Generalkoordinator des FRETILIN-Vorstandes gewählt. 1999 betrieb Ma'huno einen Handel für Marmor in Hera nahe Dili. Er übernahm die zwei Jahre zuvor bankrottgegangene Firma PT Marmer, die einer Tochter Suhartos gehört hatte. Im November 1999 erlitt Ma'huno einen Hirnschlag, von dem er sich nur langsam wieder erholte. Seine Frau musste ihn mehrere Jahre lang pflegen, während sie ihr Studium und politische Ämter weiterführte. Für die FRETILIN kandidierte er bei den Parlamentswahlen in Osttimor 2001 auf Listenplatz 3, trat aber seinen Sitz in der Verfassunggebenden Versammlung nicht an.

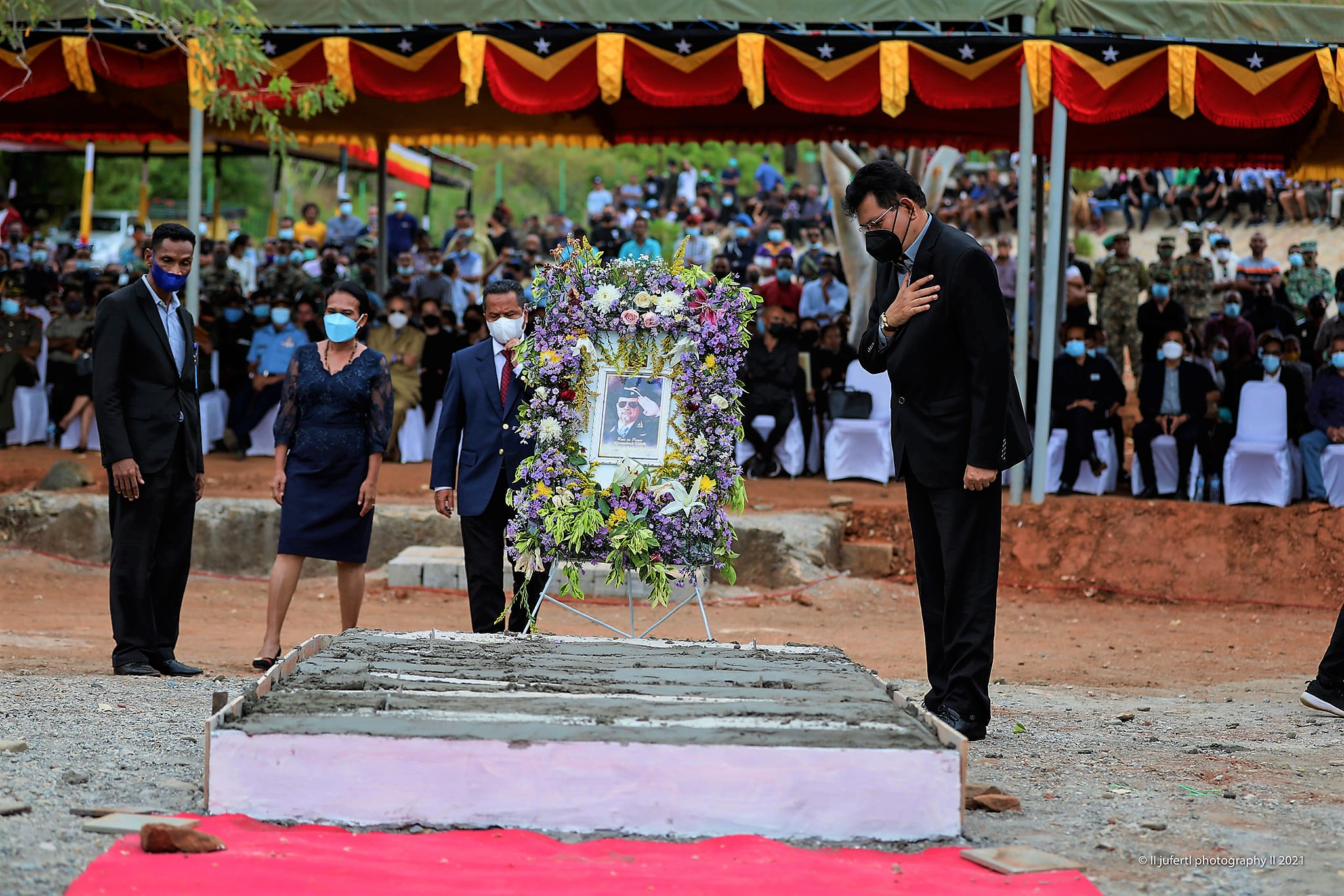
Beerdigung von Ma'huno (28. September 2021)

2013 trat Ma'huno in die von Gusmão gegründete Partei CNRT ein und wurde 2017 auf dem Parteikongress zum stellvertretenden Vorsitzenden gewählt. 2018 erhielt Ma'huno den Ordem de Timor-Leste (Ordensklasse Collar) für seine Verdienste im Unabhängigkeitskampf gegen Indonesien. Außerdem war er Träger des Ordem da Guerrilha (2006) und des Ordem de Dom Boaventura (2006).
Am 24. September 2021 starb Ma'huno um 17:30 Uhr im Hospital Nacional Guido Valadares (HNGV) in der Landeshauptstadt Dili. Er war erst kurz davor auf COVID-19 getestet worden und befand sich im Krankenhaus von Lahane in Behandlung, bis er aufgrund der Verschlechterung seines Zustands am 19. September in die Intensivstation des HNGV verlegt wurde. Seine letzte Ruhe fand Ma'huno auf dem Heldenfriedhof in Metinaro.